# Chess Programming Wiki
Das Chess Programming Wiki (kurz CPW, deutsch „Schachprogrammierungs-Wiki“) ist ein englischsprachiges Wiki, das sich dem Thema Computerschach widmet.

## Geschichte
Das CPW wurde am 26. Oktober 2007 von Mark Lefler gegründet. Es nutze zunächst Wikispaces als Plattform. Nach deren Schließung zog es auf den jetzigen Host www.chessprogramming.org um. Im April 2025 umfasste das CPW rund 4300 Artikel.

## Zweck
Wie bei jedem Wiki handelt es sich auch beim CPW um eine Website, deren Inhalte von den Besuchern nicht nur gelesen, sondern auch direkt im Webbrowser bearbeitet und geändert werden können. Jeder kann mit seinem Wissen die dargebotenen Inhalte weiter verbessern und vervollständigen. Außerdem gibt es wie bei Wikipedia Diskussionsseiten, auf denen Benutzer miteinander schriftlich kommunizieren können.
Das Chess Programming Wiki bietet Informationen zur Programmierung von Computern zum Zweck des Schachspielens. Das Ziel ist, eine umfassende Quelle für alle Aspekte des Computerschachs zu bieten, insbesondere zu Schachprogrammen und Schachcomputern, aber auch zu den Menschen, die sich damit befassen oder befasst haben, also den Schachprogrammierern und den Computerschach-Journalisten.
Weitere Themen sind Endspieldatenbanken, spezielle Architekturen, beispielsweise neuronale Netzwerke wie etwa das NNUE (Efficiently Updatable Neural Network), sowie Computerschach-Meisterschaften. Dazu gehören beispielsweise die Mikrocomputer-Schachweltmeisterschaft (World Microcomputer Chess Championship) oder die World Computer Chess Championship.